# Olli Pekka Jokela

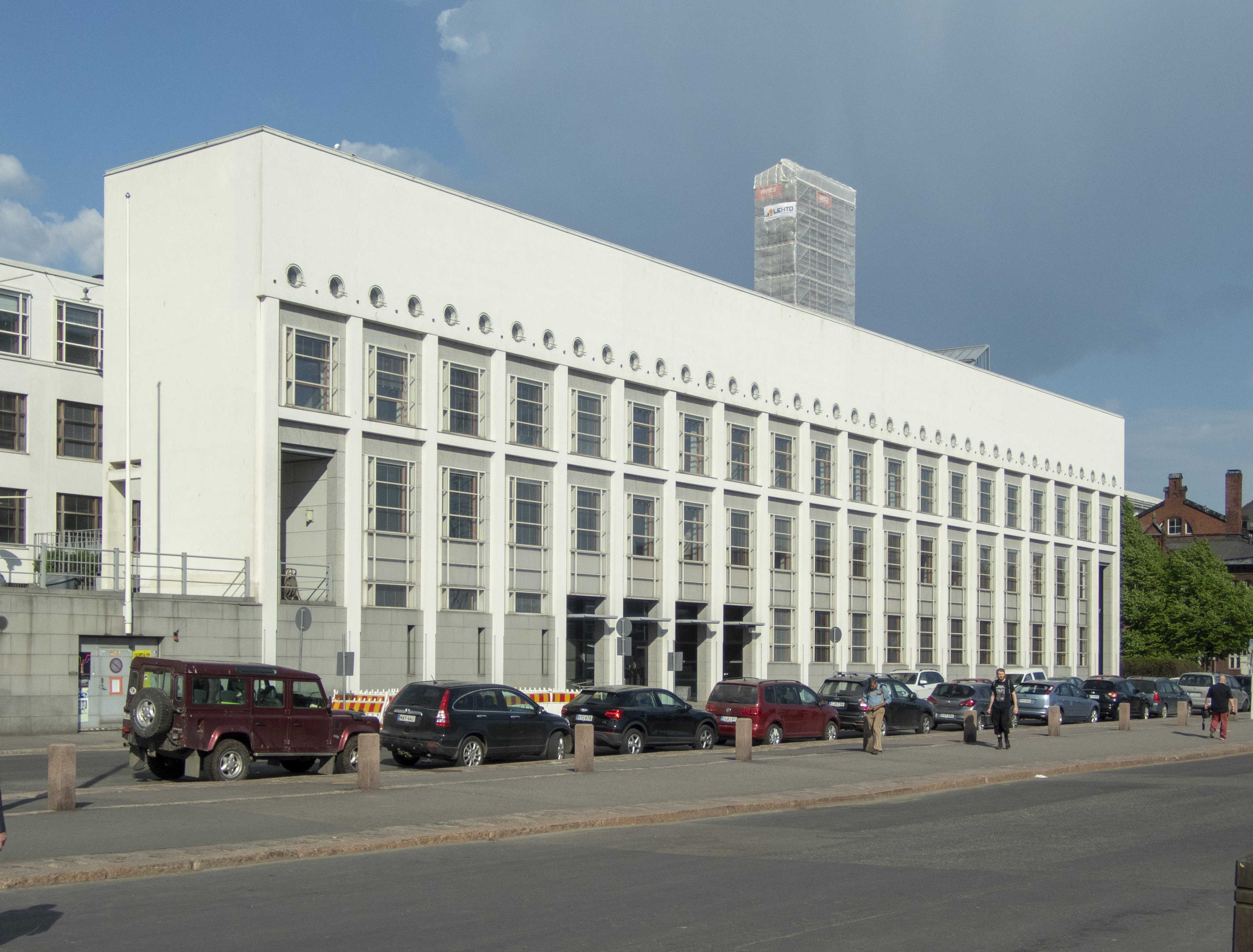
Kanslibyggnad för utrikesministeriet

Olli Pekka Jokela, född 5 februari 1955 i Pello, är en finländsk arkitekt.
Jokela utexaminerades från Tekniska högskolan i Helsingfors 1982. Han praktiserade därefter hos bland andra Heikki och Kaija Sirén och Juha Leiviskä, startade egen arkitektverksamhet 1987 och blev segrare i en rad finländska och internationella arkitekttävlingar.
Av Jokelas verk kan särskilt nämnas Raumo kanslihus (1986–1992, baserat på ett segrande tävlingsförslag tillsammans med Pentti Kareoja), utrikesministeriets kanslibyggnad vid Kanalgatan 4 i Helsingfors (baserat på ett segrande tävlingsförslag 1987–1993) och Biocentrum 3 (2001) i Vik, Helsingfors, samt totalrenoveringen av psykologiska institutionen vid Helsingfors universitet (2002). Han har varit domare vid en rad arkitekttävlingar och hans projekt har presenterats i många utländska facktidskrifter, publikationer och på utställningar.

## Fotnoter
1. ↑  Uppslagsverket Finland, Svenska folkskolans vänner, Uppslagsverket Finland-ID: JokelaOlliPekkaUppslagsverketFinland.[källa från Wikidata]
2. ↑  Union List of Artist Names, 11 november 2009, ULAN: 500061590, läs online, läst: 9 februari 2024.[källa från Wikidata]